# Truman Index
Le Truman Index est un indice élaboré à partir de 25 questions posées aux fonds souverains, regroupées en 4 catégories : la structure, la gouvernance, la transparence et la comptabilité, et l’attitude. Chacun de ces groupes contient des questions fermées regroupées en sous catégories. Lorsque la réponse est « oui », on attribue 1 point au fonds. Lorsqu’elle est négative, on attribue 0 point. Certaines réponses autorisent des valeurs partielles de type 0,25, 0,50 et 0,75, suivant l’appréciation de la réponse. La note maximale est 25.
Le questionnaire a été rempli par 32 fonds souverains de 28 pays différents avec le fonds public de financement des retraites californien (CalPERS) comme point de référence.
On a remarqué que les fonds souverains pour lesquels les notes sont les plus sévères proviennent principalement des pays du Golfe ou de pays émergents (Chine, Algérie, Iran, Venezuela) dont l’ouverture à l’économie de marché reste encore très faible. Si certains de ces fonds s’ouvrent progressivement aux principes économiques et organisationnels des institutionnels occidentaux (Émirats arabes unis, Arabie saoudite), d’autres restent encore méfiants à l’égard de l’économie de marché. Ces derniers, dont les pays restent dominés par des doctrines idéologiques ou religieuses opposées au libéralisme économique, refusent encore de s’ouvrir aux principes de transparence, d’audit externe ou de reporting.
L’intérêt d’un indice de transparence comme le Truman Index est qu’il peut servir de base à d’autres analyses. Jason Kotter et Ugur Lel s’en sont notamment servis pour montrer que les entreprises bénéficiaires de fonds souverains bénéficiaient d’un Cumulative Average Return plus important si le fonds est plus transparent. Indépendamment du fonds, de l’entreprise et du pays, le CAR moyen est supérieur de plus de 3,5 % pour les entreprises cibles de fonds souverains qui acceptent les audits indépendants et publient des reportings.